# Sagartzi harrikatze
Sagartzi harrikatze est le terme basque qui signifie « lapidation du pommier ». Si un pommier ne donne pas de fruits, on le féconde alors au moyen de pierres. On en amasse plusieurs autour du tronc (Ithorrotz) ou bien on charge sa cime avec de grosses pierres provenant d'un autre village (Sare en Labourd).

## Étymologie
Sagarondo signifie « pommier » en basque de sagar (« pomme ») et ondo (« l'arbre qui porte le fruit »). Le suffixe a désigne l'article : sagarondoa se traduit donc par « le pommier ».